# 大山タイモ畑

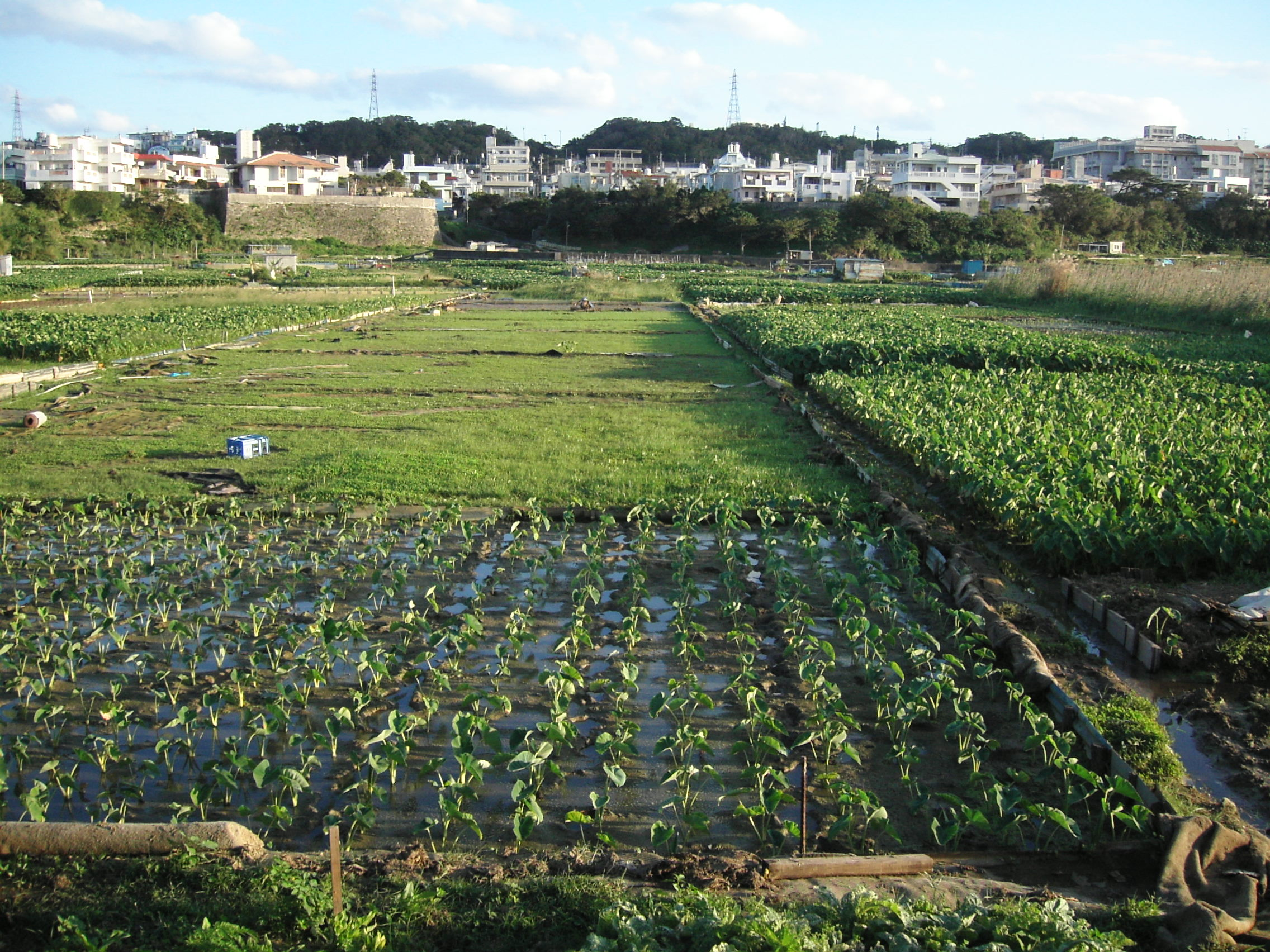
大山タイモ畑

大山タイモ畑（おおやまタイモばたけ）は、沖縄県宜野湾市大山の国道58号と宜野湾バイパスに挟まれた地域に広がる南北約1.5km、東西100-350mのタイモ（ターンム）畑。沖縄県内では金武町と並ぶタイモの一大産地となっており、都市化が進んだ沖縄本島中南部に残る貴重な水田地帯となっている。
宜野湾市東部に広がる台地は琉球石灰岩によるカルスト地形となっており、台地上に降った雨水は各所で地下に浸透し台地西端の崖下から湧出している。この崖下から宜野湾バイパス付近（かつての海岸線）までの平地において湧水を利用したタイモ栽培が行われており、大山産のタイモは特にウヤマターンムと呼ばれ高値で取引されている。
タイモ畑にある大山ヒージャーガーや大山ヒャーカーガーなどの湧水地には絶滅危惧種に指定されているオオイシソウ（紅藻）、準絶滅危惧種に指定されているチョウチンミドロ（緑藻）やタニコケモドキ（紅藻）などの生息が確認されており、市街地の中にあって貴重な水辺環境が残る場所となっている。
大山タイモ畑の隣に位置する宜野湾市立大山小学校の校歌にもタイモ畑が歌い込まれている。また、同校ではタイモ畑をモチーフとした緑色の制服を採用している。

## 歴史
沖縄島中部西海岸沿いにはもともと沖積層の干潟が広がっており、これを堤防で区切って淡水化することによって水田が開かれたと考えられている。工事を実施した年代などについての記録は残っていないが、少なくとも明治時代には水田が広がっていた。水田ではタイモ栽培のほかに稲作も行われていたが、特に宜野湾市付近には多くの天然の湧水があることからタイモの栽培に適しており盛んに栽培されるようになった。昭和40年代以降、海辺に埋め立て地が造成され現在は内陸になっている。